# 1710年イギリス総選挙
1710年イギリス総選挙（1710ねんイギリスそうせんきょ、英語: British general election, 1710）は、1710年にグレートブリテン王国で行われた議会下院（庶民院）議員（第3期）を選出する選挙である。
トーリー党が地滑り的に勝利した。

## 概要
グレートブリテン議会は1707年にイングランド議会とスコットランド議会が合同したときに成立した。
1709年11月、聖職者のヘンリー・サシェヴェラルは政府のプロテスタント非国教徒への寛容政策を厳しく批判、閣僚の私行を攻撃した説教を行った。政府はサシェヴェラルを追訴し、有罪を勝ち取ったが刑期は短く、政府が弱く復讐的に映ってしまった。この裁判は多くの国民を怒らせ、ロンドンで暴動がおきる沙汰となった。そして、暴動により非国教徒の礼拝所が攻撃に晒され、トーリー党からChurch in Danger（「教会が危機に陥った」）のスローガンが叫ばれた。
さらに、政府は対フランス戦争への熱意にあふれ、フランス王ルイ14世との講和交渉でもスペイン王位をブルボン家からハプスブルク家に引き渡すことを堅持して決裂させていたが、戦争につかれたイギリスではこの政策は全くの不人気であった。このような情勢においてトーリー党の講和政策は大変魅力的に映り、ホイッグ党のジャントーを嫌っていた上にホイッグ党政権の余命が少ないことを見抜いたアン女王はすぐさまに動き、1710年夏に政権をトーリー党に入れ替えた。そのため、トーリー党の地滑り的勝利に驚いた者は少なく、政権に残っていたホイッグ党員の多くは選挙の後に辞任した。新政府を率いたのはトーリー党中道派のロバート・ハーレーだったが、彼はトーリー党の間では不人気であり、選挙で大きく勢力を増したトーリー党急進派からの突き上げに悩まされることとなった。

## 選挙制度
投票は1710年10月2日から11月16日の間にバラやカウンティで各々実施された（ハスティングも参照）。イングランドおよびウェールズでは約半分にあたる131選挙区で選挙戦が戦われた。
| 地域 | 定数 | 選挙区 | 選挙区 | 選挙区 | 選挙区     | 選挙区     | 選挙区 |
| 地域 | 定数 | バラ   | バラ   | バラ   | カウンティ | カウンティ | 大学   |
| 地域 | 定数 | 1人区  | 2人区  | 4人区  | 1人区      | 2人区      | 2人区  |
| --- | ---- | ------ | ------ | ------ | ---------- | ---------- | ------ |
| イングランド                                                                                            | 486  | 4      | 196    | 2      | 0          | 39         | 2      |
| ウェールズ                                                                                              | 27   | 13     | 0      | 0      | 12         | 1          | 0      |
| スコットランド                                                                                          | 45   | 15     | 0      | 0      | 30         | 0          | 0      |
| 合計 | 558  | 32     | 196    | 2      | 42         | 40         | 2      |
| 出典： British Historical Facts 1760–1830, by Chris Cook and John Stevenson (The Macmillan Press 1980). |      |        |        |        |            |            |        |